# Ronnie Drews diskografi
Ronnie Drews diskografi er en samling udgivelser af den irske folkemusiker Ronnie Drew. Hans diskografi indbefatter 16 studiealbum, fem opsamlingsalbums, tre singler og 23 gæsteoptrædener. Derudover har han medvirket på talrige af The Dubliners albums.

## Albumudgivelser

### Studiealbum
- 1977 Ronnie Drew
- 1978 Guaranteed Ronnie Drew
- 1995 Dirty Rotten Shame
- 1999 The Humour Is On Me Now
- 2000 A Couple More Years – sammen med Eleanor Shanley
- 2004 An evening with Ronnie Drew
- 2006 El Amor De Mi Vida – sammen med Eleanor Shanley
- 2006 Irish Myths and Legends – 6 CD'er
- 2006 A New World
- 2006 There's Life In The Old Dog Yet
- 2006 Ronnie Drew
- 2007 Classic Oscar Wilde Stories – 6 CD'er
- 2007 Pearls – med Jah Wobble og Grand Canal
- 2007 At the Tail End of a Hurricane – Ronnie Drew og Grand Canal
- 2008 Pearls – med Jah Wobble og Grand Canal
- 2008 The Last Session

### Opsamlingsalbums
- 1995 The Collection
- 1997 Irelands Finest Ballad Singer (The Collection) – genudgivelse af 1995-udgaven
- 1997 The Irish Rover
- 2007 The Best of Ronnie Drew
- 2010 The Best of Ronnie Drew

### Gæsteoptrædener
- 1980 Kilmainham Jail – It's heroes and songs – diverse artister, fortæller Paddy Reilly, Dublin City Ramblers (med Patsy Watchorn), The Fureys, Mary Black og The Wolfe Tones
- 1988 The Best of Jimmy Crowley and Stoker's Lodge – Jimmy Crowley
- 1994 Not Just A Pretty Face – Dustin the Turkey
- 1996 Sur les Quais de Dublin – Gilles Servat
- 1997 Celtic Poets – Jah Wobble & Invaders of the Heart
- 1998 Irish Journey – Antonio Breschi
- 1998 Song For Carla – Antonio Breschi
- 1998 My Irish Portrait – Antonio Breschi
- 1998 Touche pas la blanche Hermine – Gilles Servat
- 2000 The Green Album – Francie Conway (The Works)
- 2001 Dustin – Greatest Hits – Dustin, inkluderer "The Spanish Lady" med Ronnie Drew
- 2004 This Dustin compilation Dustin, inkluderer "The Spanish Lady" med Ronnie Drew
- 2004 Music From The Four Corners Of Hell – The Woods Band
- 2004 The Magic of Christmas
- 2005 Sur les quais de Dublin/Touche pas á la Blanche Hermin/Comme je voudrai (tre CD'er)
- 2005 The Ha'Penny Bridge – diverse artister
- 2005 Live From Dublin – The Chieftains
- 2007 From Dublin to Bilbao – Antonio Breschi
- 2007 Sketches of Now – Hugh Buckley
- 2007 The Meanest of Times – Dropkick Murphys
- 2008  The Ballad Of Ronnie Drew – U2, The Dubliners, Kíla mfl.
- 2009 Death Threats – The Mighty Stef
- 2010 40 ans de succés – The Gilles, inkluderer "The Foggy Dew" med Ronnie Drew

### Genudgivelser
- 1994 Guaranteed Dubliner
- 2006 There's Life In The Old Dog Yet
- 2007 El Amor De Mi Vida
- 2010 Oscar Wilde’s Classic Children’s Tales
- 2010 Irish Myths and Legends

## Singler
- 1975 "Weila Weila" #15 i Irland
- 1994 "Spanish Lady" (feat. Dustin, The Saw Doctors) #1 i Irland
- 2008 "Easy and Slow" #18 i Irland